# فهرست مجله‌های رایانه
این فهرست حاوی مجلات حوزۀ رایانه، فناوری اطلاعات و اخبار مربوط به دنیای رایانه و تکنولوژی است.

## فهرست موضوعی

### عمومی
- پی‌سی مگزین
- پی‌سی ورلد
- س ت
- مجله رایانه
- پی‌سی پرو
- فناوری جهان امروز

### علوم رایانه (تخصصی)
- مجله فنی آزمایشگاه‌های بل

### نرم‌افزار آزاد
- LWN.net
- فورونیکس
- لینوکس ویس

### یونیکس
- ;login:

### خانوادۀ اپل
- مک‌ورلد
- مک لایف
- مک فرمت
- تپ!

### خانوادۀ ویندوز
- ویندوز: مجله رسمی

### کسب و کار
- اینفورمیشن‌ویک
- اینفوورلد
- پیوست (ماهنامه)

### موسیقی
- کامپیوتر میوزیک

### طراحی وب
- دات‌نت

### بازی
- پی‌سی گیمر
- اج
- بازی‌نما
- پلی
- پی‌سی زون
- پی‌سی فرمت
- پی‌سی مگزین
- دنیای بازی
- فامیتسو
- گیم اینفورمر
- گیم‌پرو
- بازی‌های کامپیوتری و ویدئویی
- مجله رسمی نینتاندو

### طراحی و هنر دیجیتال
- ایمجین اف‌اکس
- تری‌دی وورلد

### هک
- فرک
- ۲۶۰۰

### گجت
- تی۳